# Rejsekort
De Rejsekort is een elektronische betaal- en toegangspas die voor al het openbaar vervoer in Denemarken gebruikt kan worden en die sterk op de Nederlandse OV-chipkaart lijkt. De kaart werd rond 2012 landelijk ingevoerd.

## Geschiedenis
In 2003 werd Travel Card A/S als samenwerking tussen de bedrijven DSB, HUR (nu Movia) Ørestadsselskabet (Metro) en een aantal regionale en lokale transportbedrijven 2003 opgericht.
In 2005 werd een contract met IT-Konsortium East-West afgesloten. De aandelen van dit consortium zijn als volgt verdeeld: het Amerikaanse bedrijf Accenture bezit 20% en het Franse bedrijf Thales 80%.
In 2007 werd begonnen met de invoer van het systeem voor de treinen en bussen op de eilanden Sydsjælland, Falster en Lolland.
In 2009 en 2010 werd het aantal in- en uitcheckpunten op grote stations, waaronder Hillerød en Københavns Hovedbanegård, aanzienlijk uitgebreid.
Bij 2013 bereikte het systeem bijna een landelijke dekking. De toezichthouder op het project was het samenwerkingsverband 'Rejsekort A/S', waarin bijna alle vervoersbedrijven in participeren. De uitvoering van het project was in handen van het 'IT-Konsortium East-West', dat in 2018 het systeem volledig draaiend moest opleveren.
In augustus 2015 werd een studie gepubliceerd over de oorzaak van de negen jaar vertraging in de introductie van de Rejsekort en de geschatte 125 miljoen euro aan kostenoverschrijding.
In 2017 sloot de laatste regionale busvervoerder FynBus, die de busdiensten op het eiland van Funen uitvoert, zich aan op het Rejsekort-systeem. Vanaf 2017 is het ook mogelijk om met de Rejsekort door te reizen naar Malmö in Zweden. Er is een uit- en incheckmogelijkheid in Station Malmö-Centraal

## Gebruik
In heel Denemarken wordt het zonetarief gebruikt (aantal gereisde zones). Bij het begin van de reis moet ingecheckt worden en bij een verandering van vervoermiddel moet opnieuw ingecheckt worden. Er wordt pas uitgecheckt bij de einde van de reis, waarbij het zonetarief wordt toegepast en verrekend met het instaptarief en saldo van de kaart. Als er binnen de 30 minuten, binnen dezelfde zone, wordt uit- en ingecheckt, wordt dit als een overstap en vervolg van een reis beschouwd.
Er is een correlatie met de reistijd. Elke zone moet in principe binnen in een bepaalde tijd afgelegd zijn. Duurt de reis langer dan worden extra zones in rekening gebracht. Een reiziger zou anders de 30 minuten regel kunnen misbruiken om veel te reizen, maar uiteindelijk weinig zones te bereizen of in dezelfde zone te blijven. Daarnaast is er een maximumtijd dat de reis mag duren. Die maximale tijd is afhankelijk van de regio of interregionale reis. Is die tijd overschreden dan moet binnen 10 dagen een checkout geregistreerd worden.
Er zijn verschillende soorten kaarten:
- Anoniem, zonder kortingen, niet automatisch oplaadbaar en diverse beperkingen
- Persoonlijke kaarten, met of zonder abonnementen en kortingen
- Flexkaart, automatisch oplaadbaar en kan gedeeld worden met andere reizigers.
- Zakenkaart, waar personeelsleden op kunnen reizen
- Commuterkaart, abonnementsdrager waarmee alleen binnen de abonnementszone kan worden gereisd. Deze kaart is niet te gebruiken als resjekort buiten het gebied. Er hoeft niet in- of uitgecheckt te worden. Feitelijk is dit geen Rejsekort.

Er zijn kwantumkortingen voor intensief gebruik van het OV binnen bepaalde regio's en voor nationale reizen. Die kortingen worden automatisch toegekend en kunnen tot 40% oplopen.
Er zijn geen toegangspoorten of afgesloten stations, maar aparte in- en uitcheckpalen. Bij aanvang van de reis dient het saldo van de Rejsekort minimaal het instaptarief te zijn; dit instaptarief is afhankelijk van de soort kaart en reis. Voor persoonlijke kaarten is dit 25 kronen. Bij een anonieme kaart is dit 70 kronen voor een regionale reis en 600 kronen voor een interregionale reis. Een interregionale reis moet vooraf aangegeven worden bij gebruik van een anonieme kaart. Voor alle reizen binnen Denemarken is het mogelijk papieren vervoersbewijzen te kopen. Rejsekort is niet verplicht.
Het is mogelijk bij de speciale 'extra incheck'-kaartlezer, meerdere meereizende personen (of hond) in te checken.
Bij controles worden de gegevens in het systeem ingevoerd. Die kunnen bijvoorbeeld gebruikt worden bij een vergeten uitcheck.
Een vergeten uitcheck kan tot 10 dagen na de reis alsnog ingediend worden met een 'Check Out-app'. Dit is alleen mogelijk met een persoonlijke kaart. Binnen 20 minuten kan een incheck geannuleerd worden door uit te checken op dezelfde plaats. Pas bij een uitcheck wordt de reis verrekend. Bij de overstap-incheck vinden geen financiële transacties plaats. De Deense OV-bedrijven worden niet rechtstreeks betaald via de kaart: de opbrengsten worden pas later verrekend tussen de vervoersbedrijven. Er is bij Rejsekort geen afscherming van bedrijfsspecifieke informatie, waardoor personeel meer informatie kan inzien dan bij kaarten waar informatie per bedrijf wel is afgeschermd voor andere bedrijven. Deze centralistischere aanpak geeft dan ook meer aanleiding tot privacyklachten.

## Techniek
De Rejsekort is uitgerust met een draadloze RFID voor gegevensoverdracht.

## Foto’s

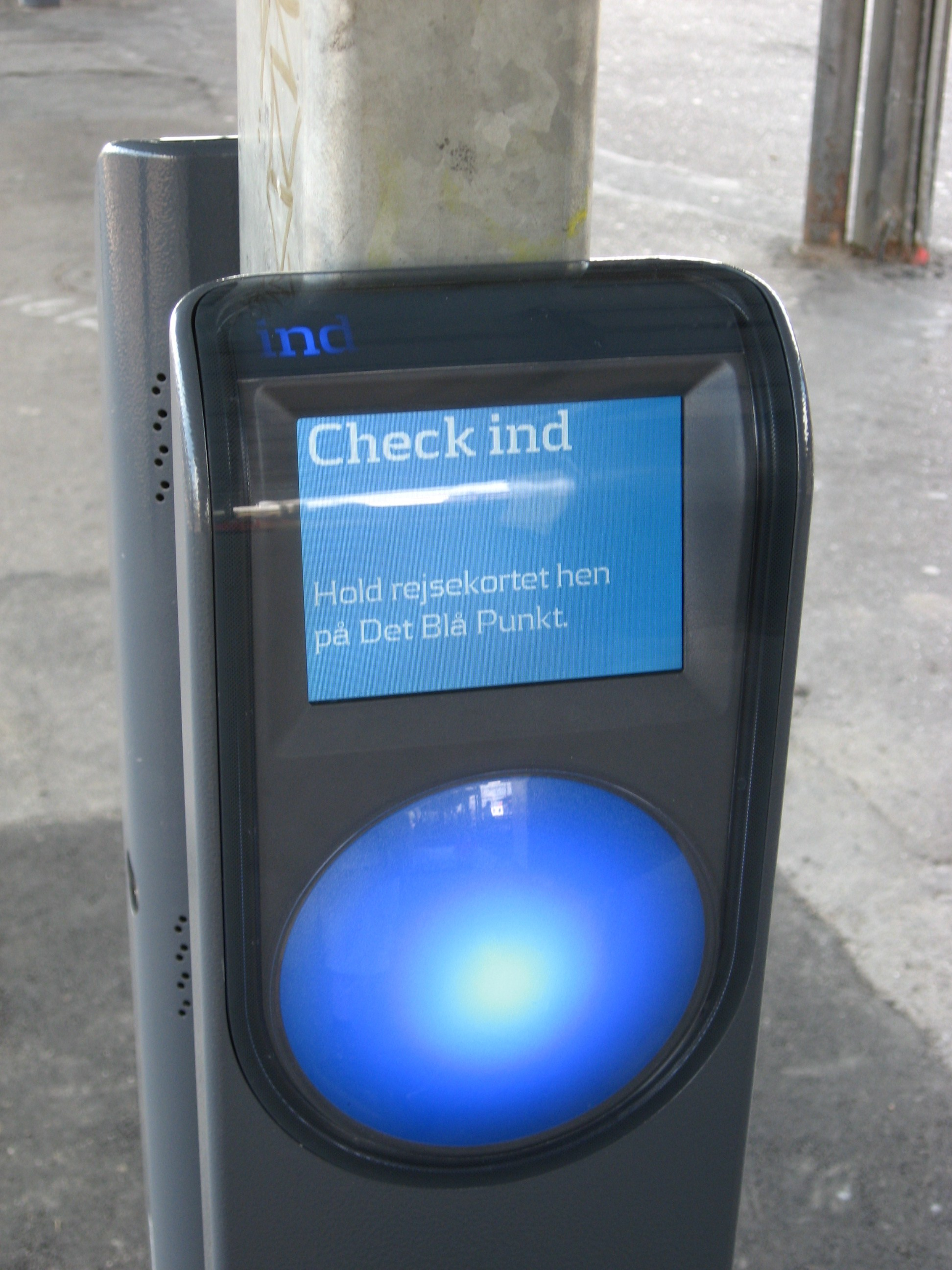
Een kaartlezer voor het inchecken op een treinstation
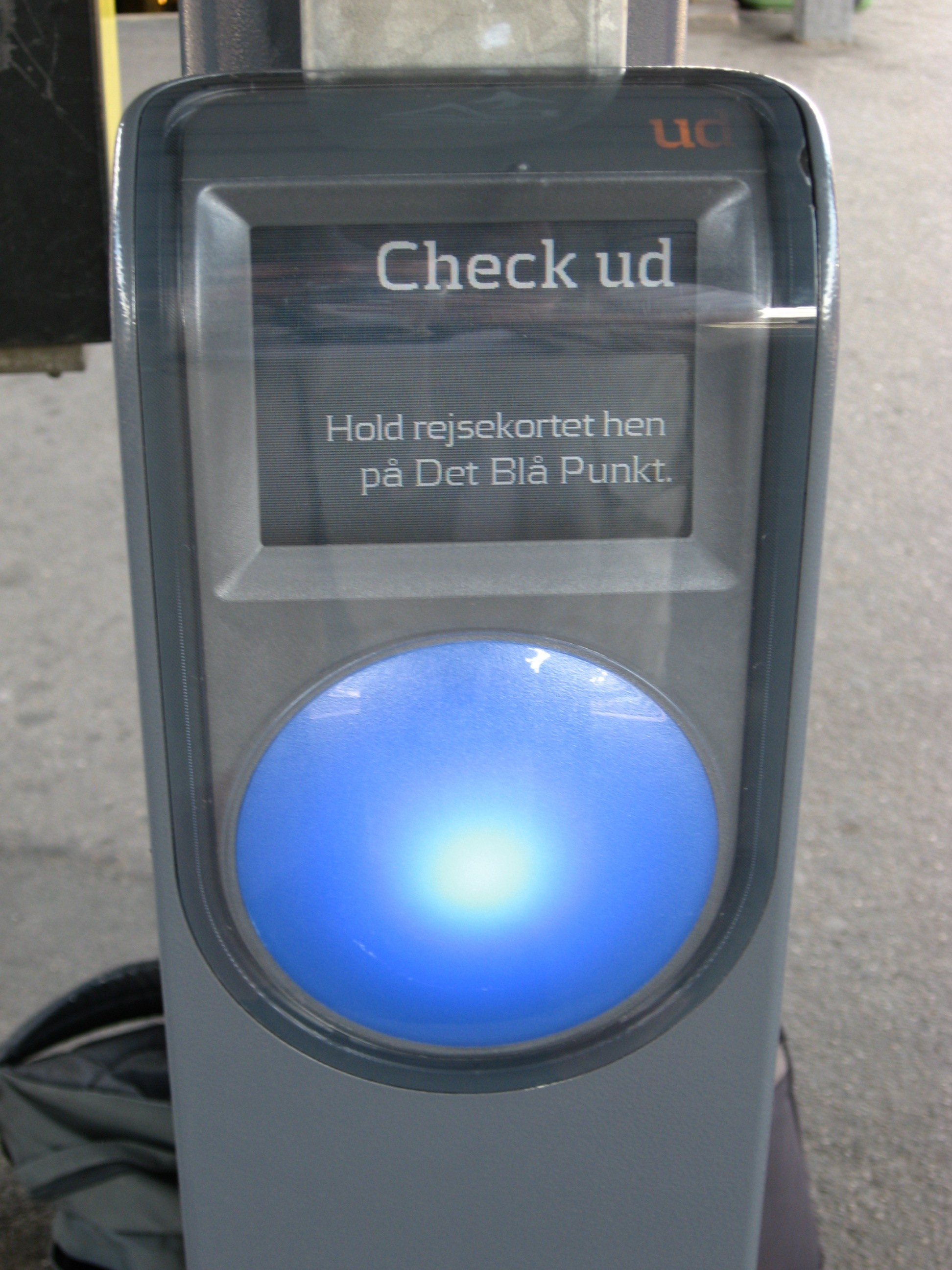
Een kaartlezer voor het uitchecken op een treinstation